# Filoksenova cisterna
Filoksenova cisterna (grško Κινστέρνα Φιλοξένου) ali cisterna Binbirdirek je umetni podzemni rezervoar v Carigradu med Konstantinovim forumom in hipodromom v okrožju Sultanahmet. Cisterna je bila obnovljena in je danes turistična atrakcija. Vhod je na naslovu İmran Öktem Sokak 4. Cisterna Binbirdirek je druga največja cisterna v Carigradu za cisterno Bazilika.

## Gradnja
Cisterna ima površino 3640 m² in hrani 40.000 m³ vode. Cisterna je sestavljena iz velike hipostilne komore, ki jo podpirajo oboki. 224 stebrov, od katerih je vsak visok od 14 do 15 metrov, je izdelanih iz marmorja z bližnjega otoka Marmara. Vsak steber je superpozicija dveh stebrov, povezanih z marmornim obročem. Tla cisterne so kasneje utrdili, tako da sta vidna samo zgornji steber in kratek tulec spodnjega stebra. Prvotno višino lahko vidimo v izkopanem ribniku s štirimi stebri sredi cisterne. Na večini stebrov in tudi na pokrovih je vgraviran grški zidarski znak.

## Obnova
Cisterno je obnovil Justinijan I. v 6. stoletju, potem ko je bila palača Lausus popolnoma uničena v požaru leta 475. Po osvojitvi mesta s strani Osmanov leta 1453 se cisterna ni več uporabljala in je bila pozabljena, dokler je niso ponovno odkrili med gradnjo Fazli-paševe palače na istem mestu v 17. stoletju.
Leta 1826 se je približno 100 članov janičarskega korpusa utopilo, potem ko so pobegnili v cisterno med Ugodnim incidentom.

## 1001 steber
Ime Binbirdirek v turščini pomeni »1001 steber«, čeprav je pravo število stolpcev le 224. Razlika je posledica turškega izraza binbir (tj. 1001), ki je pogosto uporabljena fraza za izraziti veliko vsoto ali niz nečesa.

## Galerija
- Splošni pogled na Filoksenovo cisterno
- Izkopan bazen, ki prikazuje prvotno višino dvojnih stebrov. Cisterna je bila zgrajena pod palačo, ki je bila v 5. stoletju pogosto identificirana kot Antiohova palača.[4]
- Strop cisterne
- kapitel z zidarskim znakom
- kapitel z zidarskim znakom